# Gastropacha hoenei
Gastropacha hoenei is een vlinder uit de familie van de spinners (Lasiocampidae). De wetenschappelijke naam van de soort is voor het eerst geldig gepubliceerd in 1976 door De Lajonquière.